# Association des journalistes professionnels
 (mai 2013).
Si vous disposez d'ouvrages ou d'articles de référence ou si vous connaissez des sites web de qualité traitant du thème abordé ici, merci de compléter l'article en donnant les références utiles à sa vérifiabilité et en les liant à la section « Notes et références ».
Pour les articles homonymes, voir AJP.
L'Association des journalistes professionnels (AJP) est l'aile francophone de l'Association générale des journalistes professionnels de Belgique (AGJPB). Elle bénéficie du statut d'union professionnelle reconnue. Son pendant flamand est la Vlaamse Vereniging van journalisten (VVJ), domiciliée à la même adresse.

## Historique
l'Association générale des journalistes professionnels de Belgique (AGJPB) est née en 1978 de l'Association Générale de la Presse Belge (créée en 1886) et de l'Union Professionnelle de la Presse Belge (créée en 1914).
La structure fédérale de l'AGJPB date de 1998 : elle chapeaute une association francophone (AJP, Association des Journalistes Professionnels) et une autre néerlandophone la Vlaamse Vereniging van journalisten (VVJ).
En 2010, l'AJP participe au volet belge francophone de l'enquête mondiale du Global media monitoring project (GMMP), sur la place des femmes dans l'information, qui donne lieu à la campagne : Quel genre d'infos ? Depuis, l'union professionnelle poursuit ses activités de recherche en matière de diversité tant dans l'information qu'au sein des rédactions (Source : www.ajp.be/diversite)
En mai 2013, l'AJP lance une offre de formations permanentes destinée aux journalistes professionnels : AJPro. Site : www.ajpro.be
Sources : 
- Historique de l'AJP : http://www.ajp.be/ajp/histoire.php
- Histoire des associations de journalistes en Belgique : http://www.ajp.be/125/
- Brochure commémorative (125 ans d'AGJPB) : http://www.ajp.be/telechargements/AGJPB125.pdf

### Identité visuelle (logo)

Jusqu'en 2013.
Depuis mai 2013.

## Présentation
L'AJP représente plus de 3149 dont 864 étrangers journalistes professionnels belges francophones et germanophones ; ainsi que les correspondants étrangers établis en Belgique. (Source : http://www.ajp.be/ajp/)
L’AJP compte des sections régionales (Liège, Luxembourg et Hainaut-Namur et la section bilingue Bruxelles-Brabant) et une section professionnelle, la Presse photo et filmée (PPF) qui rassemble les journalistes photographes, cadreurs et preneurs de son.
L’union professionnelle dispense à ses membres une série de services collectifs et individuels, notamment sur les aspects juridiques et sociaux de la profession.
L’AJP édite un annuaire en ligne des journalistes, la revue mensuelle « Journalistes », le Guide du journaliste indépendant, Le livre noir des journalistes indépendants (en collaboration avec les éditions Luc Pire) et un Agenda du journaliste. (Source : www.ajp.be/librairie)
Elle également active en matière d’autorégulation de la profession et a participé à la création du Conseil de déontologie journalistique (CDJ), dont l’installation officielle a eu lieu le 7 décembre 2009 ; ainsi que dans la reconnaissance au titre de journaliste professionnel (loi du 30 décembre 1963).
Pour y accéder, il faut avoir fait du journalisme son activité professionnelle principale depuis deux ans et exercer cette activité pour le compte d'un média d'information générale. Le titre de "journaliste professionnel" est attribué par une Commission d’Agréation officielle, composée paritairement de journalistes professionnels et de directeurs de médias.
Avec l’AGJPB et l’AJPP (Association des journalistes de la presse périodique), l’AJP a créé en 1995 la Société des auteurs journalistes (SAJ). La SAJ joue notamment un rôle-clé dans la distribution des droits provenant de la reprographie.
L'AJP est membre de la Fédération internationale des journalistes (FIJ-IFJ) et de sa branche européenne, la Fédération européenne des journalistes (FEJ).
Depuis 2009, l'AJP organise le Fonds pour le journalisme, avec le soutien de la Fédération Wallonie-Bruxelles. Le Fonds pour le journalisme consiste en l'octroi de bourses, réservées aux journalistes professionnels, destinées à financer des projets d'investigation journalistique et de reportages approfondis.